# Cratere Ulla
Ulla  è un cratere sulla superficie di Venere.